# Список моделей iPhone
iPhone, розроблений компанією Apple — це лінійка смартфонів, які поєднують в одному пристрої мобільний телефон, цифрову камеру, персональний комп’ютер і музичний плеєр . Представлений тодішнім генеральним директором Стівом Джобсом 9 січня 2007 року, iPhone зробив революцію в індустрії мобільних телефонів завдяки мультисенсорному інтерфейсу та відсутності фізичної клавіатури. Протягом багатьох років Apple випустила безліч моделей, кожна ітерація приносила прогрес у апаратному, програмному забезпеченні та дизайні.

## Порівняння моделей
| Покоління | Модель                      | Презентовано    | Випущено      | Випущено                                          | Знято з виробницства                             | Остання версія ОС           | Остання версія ОС          | Тривалість продажів                                 |
| Покоління | Модель                      | Презентовано    | Початкова ОС  | Дата                                              | Знято з виробницства                             | Остання ОС                  | Дата                       | Тривалість продажів                                 |
| --------- | --------------------------- | --------------- | ------------- | ------------------------------------------------- | ------------------------------------------------ | --------------------------- | -------------------------- | --------------------------------------------------- |
| 1         | iPhone                      | 9 січня 2007    | iPhone OS 1.0 | 29 червня 2007                                    | 11 липня 2008                                    | iPhone OS 3.1.3             | 21 червня 2010             | 2 роки, 11 місяців                                  |
| 2         | iPhone 3G                   | 9 червня 2008   | iPhone OS 2.0 | 11 липня 2008                                     | 7 червня 2010                                    | iOS 4.2.1                   | 9 березня 2011             | 2 роки, 7 місяців                                   |
| 3         | iPhone 3GS                  | 8 червня 2009   | iPhone OS 3.0 | 19 червня 2009                                    | 12 вересня 2012                                  | iOS 6.1.6                   | 21 лютого 2014             | 4 роки, 8 місяців                                   |
| 4         | iPhone 4                    | 7 червня 2010   | iOS 4.0       | 24 червня 2010 11 лютого 2011 (CDMA model)        | 10 вересня 2013                                  | iOS 7.1.2                   | 17 вересня 2014            | 4 роки, 2 місяці 3 роки, 7 місяців (CDMA model)     |
| 5         | iPhone 4s                   | 4 жовтня 2011   | iOS 5.0       | 14 жовтня 2011                                    | 9 вересня 2014                                   | iOS 9.3.6                   | 22 липня 2019              | 7 років, 9 місяців                                  |
| 6         | iPhone 5                    | 12 вересня 2012 | iOS 6.0       | 21 вересня 2012                                   | 10 вересня 2013                                  | iOS 10.3.4                  | 22 липня 2019              | 6 років, 10 місяців                                 |
| 6         | iPhone 5c                   | 10 вересня 2013 | iOS 7.0       | 20 вересня 2013                                   | 9 вересня 2015                                   | iOS 10.3.3                  | 19 вересня 2017            | 3 роки, 11 місяців                                  |
| 7         | iPhone 5s                   | 10 вересня 2013 | iOS 7.0       | 20 вересня 2013                                   | 21 березня 2016                                  | Шаблон:Current iOS 12/short | 23 січня 2023              | 9 років, 4 місяці                                   |
| 8         | iPhone 6                    | 9 вересня 2014  | iOS 8.0       | 19 вересня 2014 10 березня 2017 (модель на 32 ГБ) | 7 вересня 2016 12 вересня 2018 (модель на 32 ГБ) | Шаблон:Current iOS 12/short | 23 січня 2023              | 8 років, 4 місяці 5 років, 10 місяців (32 GB model) |
| 8         | iPhone 6 Plus               | 9 вересня 2014  | iOS 8.0       | 19 вересня 2014                                   | 7 вересня 2016                                   | Шаблон:Current iOS 12/short | 23 січня 2023              | 8 років, 4 місяці                                   |
| 9         | iPhone 6s                   | 9 вересня 2015  | iOS 9.0       | 25 вересня 2015                                   | 12 вересня 2018                                  | Шаблон:Current iOS 15/short | Supported (bug fixes only) | 9 років, 5 місяців                                  |
| 9         | iPhone 6s Plus              | 9 вересня 2015  | iOS 9.0       | 25 вересня 2015                                   | 12 вересня 2018                                  | Шаблон:Current iOS 15/short | Supported (bug fixes only) | 9 років, 5 місяців                                  |
| 9         | iPhone SE (перше покоління) | 21 березня 2016 | iOS 9.3       | March 31, 2016                                    | 12 вересня 2018                                  | Шаблон:Current iOS 15/short | Supported (bug fixes only) | 8 років, 11 місяців                                 |
| 10        | iPhone 7                    | 7 вересня 2016  | iOS 10.0      | 16 вересня 2016                                   | 10 вересня 2019                                  | Шаблон:Current iOS 15/short | Supported (bug fixes only) | 8 років, 6 місяців                                  |
| 10        | iPhone 7 Plus               | 7 вересня 2016  | iOS 10.0      | 16 вересня 2016                                   | 10 вересня 2019                                  | Шаблон:Current iOS 15/short | Supported (bug fixes only) | 8 років, 6 місяців                                  |
| 11        | iPhone 8                    | 12 вересня 2017 | iOS 11.0      | 22 вересня 2017                                   | 15 квітня 2020                                   | Шаблон:Current iOS 16/short | Supported (bug fixes only) | 7 років, 5 місяців                                  |
| 11        | iPhone 8 Plus               | 12 вересня 2017 | iOS 11.0      | 22 вересня 2017                                   | 15 квітня 2020                                   | Шаблон:Current iOS 16/short | Supported (bug fixes only) | 7 років, 5 місяців                                  |
| 11        | iPhone X                    | 12 вересня 2017 | iOS 11.0      | 3 листопада 2017                                  | 12 вересня 2018                                  | Шаблон:Current iOS 16/short | Supported (bug fixes only) | 7 років, 4 місяці                                   |
| 12        | iPhone XR                   | 12 вересня 2018 | iOS 12.0      | 26 жовтня 2018                                    | 14 вересня 2021                                  | Latest iOS                  | Supported                  | 6 років, 4 місяці                                   |
| 12        | iPhone XS                   | 12 вересня 2018 | iOS 12.0      | 21 вересня 2018                                   | 10 вересня 2019                                  | Latest iOS                  | Supported                  | 6 років, 5 місяців                                  |
| 12        | iPhone XS Max               | 12 вересня 2018 | iOS 12.0      | 21 вересня 2018                                   | 10 вересня 2019                                  | Latest iOS                  | Supported                  | 6 років, 5 місяців                                  |
| 13        | iPhone 11                   | 10 вересня 2019 | iOS 13.0      | 20 вересня 2019                                   | 7 вересня 2022                                   | Latest iOS                  | Supported                  | 5 років, 5 місяців                                  |
| 13        | iPhone 11 Pro               | 10 вересня 2019 | iOS 13.0      | 20 вересня 2019                                   | 13 жовтня 2020                                   | Latest iOS                  | Supported                  | 5 років, 5 місяців                                  |
| 13        | iPhone 11 Pro Max           | 10 вересня 2019 | iOS 13.0      | 20 вересня 2019                                   | 13 жовтня 2020                                   | Latest iOS                  | Supported                  | 5 років, 5 місяців                                  |
| 13        | iPhone SE (друге покоління) | 15 квітня 2020  | iOS 13.4      | 24 квітня 2020                                    | 8 березня 2022                                   | Latest iOS                  | Supported                  | 4 роки, 10 місяців                                  |
| 14        | iPhone 12                   | 13 жовтня 2020  | iOS 14.1      | 23 жовтня 2020                                    | 12 вересня 2023                                  | Latest iOS                  | Supported                  | 4 роки, 4 місяці                                    |
| 14        | iPhone 12 Mini              | 13 жовтня 2020  | iOS 14.2      | 13 листопада 2020                                 | 7 вересня 2022                                   | Latest iOS                  | Supported                  | 4 роки, 4 місяці                                    |
| 14        | iPhone 12 Pro               | 13 жовтня 2020  | iOS 14.1      | 23 жовтня 2020                                    | 14 вересня 2021                                  | Latest iOS                  | Supported                  | 4 роки, 4 місяці                                    |
| 14        | iPhone 12 Pro Max           | 13 жовтня 2020  | iOS 14.2      | 13 листопада 2020                                 | 14 вересня 2021                                  | Latest iOS                  | Supported                  | 4 роки, 4 місяці                                    |
| 15        | iPhone 13                   | 14 вересня 2021 | iOS 15.0      | 24 вересня 2021                                   | 9 вересня 2024                                   | Latest iOS                  | Supported                  | 3 роки, 5 місяців                                   |
| 15        | iPhone 13 Mini              | 14 вересня 2021 | iOS 15.0      | 24 вересня 2021                                   | 12 вересня 2023                                  | Latest iOS                  | Supported                  | 3 роки, 5 місяців                                   |
| 15        | iPhone 13 Pro               | 14 вересня 2021 | iOS 15.0      | 24 вересня 2021                                   | 7 вересня 2022                                   | Latest iOS                  | Supported                  | 3 роки, 5 місяців                                   |
| 15        | iPhone 13 Pro Max           | 14 вересня 2021 | iOS 15.0      | 24 вересня 2021                                   | 7 вересня 2022                                   | Latest iOS                  | Supported                  | 3 роки, 5 місяців                                   |
| 15        | iPhone SE (третє покоління) | 8 березня 2022  | iOS 15.4      | 18 березня 2022                                   | У продажі                                        | Latest iOS                  | Supported                  | 2 роки, 11 місяців                                  |
| 16        | iPhone 14                   | 7 вересня 2022  | iOS 16.0      | 16 вересня 2022                                   | У продажі                                        | Latest iOS                  | Supported                  | 2 роки, 6 місяців                                   |
| 16        | iPhone 14 Plus              | 7 вересня 2022  | iOS 16.0      | 7 жовтня 2022                                     | У продажі                                        | Latest iOS                  | Supported                  | 2 роки, 5 місяців                                   |
| 16        | iPhone 14 Pro               | 7 вересня 2022  | iOS 16.0      | 16 вересня 2022                                   | 12 вересня 2023                                  | Latest iOS                  | Supported                  | 2 роки, 6 місяців                                   |
| 16        | iPhone 14 Pro Max           | 7 вересня 2022  | iOS 16.0      | 16 вересня 2022                                   | 12 вересня 2023                                  | Latest iOS                  | Supported                  | 2 роки, 6 місяців                                   |
| 17        | iPhone 15                   | 12 вересня 2023 | iOS 17.0      | 22 вересня 2023                                   | У продажі                                        | Latest iOS                  | Supported                  | 1 рік, 5 місяців                                    |
| 17        | iPhone 15 Plus              | 12 вересня 2023 | iOS 17.0      | 22 вересня 2023                                   | У продажі                                        | Latest iOS                  | Supported                  | 1 рік, 5 місяців                                    |
| 17        | iPhone 15 Pro               | 12 вересня 2023 | iOS 17.0      | 22 вересня 2023                                   | 9 вересня 2024                                   | Latest iOS                  | Supported                  | 1 рік, 5 місяців                                    |
| 17        | iPhone 15 Pro Max           | 12 вересня 2023 | iOS 17.0      | 22 вересня 2023                                   | 9 вересня 2024                                   | Latest iOS                  | Supported                  | 1 рік, 5 місяців                                    |
| 18        | iPhone 16                   | 9 вересня 2024  | iOS 18.0      | 20 вересня 2024                                   | У продажі                                        | Latest iOS                  | Supported                  | 5 місяців                                           |
| 18        | iPhone 16 Plus              | 9 вересня 2024  | iOS 18.0      | 20 вересня 2024                                   | У продажі                                        | Latest iOS                  | Supported                  | 5 місяців                                           |
| 18        | iPhone 16 Pro               | 9 вересня 2024  | iOS 18.0      | 20 вересня 2024                                   | У продажі                                        | Latest iOS                  | Supported                  | 5 місяців                                           |
| 18        | iPhone 16 Pro Max           | 9 вересня 2024  | iOS 18.0      | 20 вересня 2024                                   | У продажі                                        | Latest iOS                  | Supported                  | 5 місяців                                           |

## Дивіться також
- Список моделей iPad
- Історія версій iOS
- iPod Touch
- Apple TV
- Apple Watch
- iPhone (значення)

## Зовнішні посилання
Офіційні сайти Apple
- iPhone
- iOS
- Технічні характеристики
- Застарілі та старовинні пристрої